# 60 a.C.
Il 60 a.C. (LX a.C. in numeri romani) è un anno  del I secolo a.C.

## Eventi
- Accordi segreti per la costituzione del primo triumvirato composto da Pompeo, Crasso e Cesare.
- Cicerone pubblica le Catilinarie dopo averle revisionate.

## Nati
- Curia, romana († 5 a.C.)
- Dionigi di Alicarnasso, storico greco antico († 7 a.C.)
- Daeso di Buyeo, re († 22)
- Marco Giulio Cozio, re